# Praga E-117
Praga E-117 byl československý dvoumístný jednomotorový sportovní a cvičný samonosný hornoplošník z konce třicátých let 20. století.

## Vznik a vývoj
Ing. Jaroslav Šlechta z letadlového oddělení Praga společnosti Českomoravská Kolben-Daněk a.s. Praha-Karlín ještě před vypuknutím druhé světové války pokračoval ve vývoji letounu E-114 Air Baby. Práce na konstrukci byly zahájeny v roce 1935 a v únoru roku 1936 byl zalétán prototyp. Poprvé byl použit svařovaný trup z ocelových trubek potažených plátnem. Odstranil také jednu z mála slabin E-114 a to nepohodlné nastupování do kabiny. Použil boční dveře, což umožnilo snadný nástup, a dokonalejší zasklení krytu kabiny zase výrazně zlepšilo výhled pilotů. Také použil poprvé vztlakové klapky, což zdokonalilo vlastnosti při vzletu a přistání. Byl použit i silnější motor Praga D. Letoun byl imatrikulován na OK-PGH v srpnu 1938. Letoun byl představen světové veřejnosti ostrým startem při letu státy Malé dohody v létě 1938.
Bombardováním libeňského areálu ČKD koncem války (25. března 1945) byl zničen archiv s výkresovou a výrobní dokumentací letadel Praga, takže při poválečné obnově výroby byla řada částí E-117 vyvíjena znovu a částečně se od předválečné verze lišila. 
Po válce byly postaveny 3 prototypy, ale ani v tomto čase k zahájení sériové výroby nedošlo. Dva letouny měly dále vylepšený motor Praga D o výkonu 75 k/55 kW (OK-AFU, - AFL) a třetí prototyp OK-ALM byl osazen motorem Walter Mikron III konstruktéra ing. Bohuslava Šimůnka, vzduchem chlazený čtyřválcový řadový invertní motor s rozvodem OHV o nominálním výkonu 47,8 kW/65 k a vzletovém 51,5 kW/70 k. S tímto motorem dosahoval rychlosti 205 km/h a dolet se zvýšil na 600 kg. Letoun byl lehčí (380 kg) díky nižší hmotnosti motoru Walter Mikron. Letoun nejprve létal se záďovým a potom s příďovým podvozkem.
V červenci 1947 byl model tohoto letounu součástí československé expozice na mezinárodní letecké výstavě v Bruselu. Práce na dalším vývoji E-117 byly ukončeny definitivně v roce 1949, protože po roce 1948 se zhoršily možnosti exportu a v Československu toto letadlo již nezapadalo do nové koncepce výcviku pilotů.

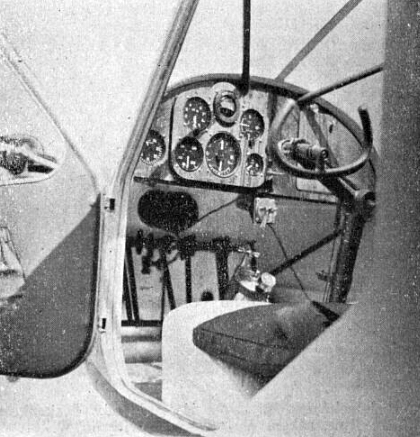
Praga E-117, pohled do kabiny (Letectví, září 1938)

## Popis letounu
Letadlo je samonosný, hornokřídlý jednoplošník s křídlem uloženým na vrchní straně trupu. Křídlo bylo dělené, celodřevěné konstrukce, dvoupodélníkové. Oboustranně bylo zadýhované a jeho obě poloviny byly zavěšeny na kovové kostře trupu. Letoun byl opatřen přistávacími klapkami, řízenými od pilota. Letadlo Praga E 117 dík své značné aerodynamické jemnosti a malému zatížení na plochu mělo dobré letové vlastnosti.
Trup byl svařen z ocelových trubek a potažen plátnem. V prostoru kabiny byl kryt dýhou. Ačkoliv byl trup značně široký, měl příznivý aerodynamický tvar. Sedadla v kabině byla uspořádána vedle sebe a upravena pro použití padáků na zádech. Za pilotním prostorem byl prostor pro zavazadla. Řízení bylo zdvojené, při čemž pravé bylo snadno demontovatelné. Ocasní plochy byly rovněž svařeny z ocelových trubek a potaženy plátnem. Kýlová plocha byla provedena vcelku s trupem. Směrové kormidlo bylo aerodynamicky vyváženo. Stabilizační plocha byla upevněna na trupu dvěma závěsy a vyztužena dvěma profilovými vzpěrami z ocelových trubek.
Do letadla byl zamontován čtyřválcový, vzduchem chlazený motor Praga D 60/80 ks. Motor poháněl dřevěnou, dvoukřídlou vrtuli, která byla bandážována plátnem. Spádová palivová nádrž byla umístěna v horní části trupu ve značné vzdálenosti motoru. Olejová nádrž, objemu asi 8 litru byla umístěna přímo v motorové skřínce. Nebylo tedy nutné olejové potrubí.
Nízký podvozek značného rozchodu byl složen ze dvou kývavých polonáprav, jejichž ramena zasahovala do trupu, odkud byl odpérován pomocí uzavřených gumových provazců. Kola vlastní konstrukce Praga byla odlita z elektronu a zakryta profilovanými kryty. Ostruha byla opatřena tlumičem z pryžových prstenců a zakončena ostruhovým kolečkem.
U poválečného provedení byl trup potažen v kombinaci duralu a plátna. Duralové plechy byly použity i na opláštění motoru. Variantně byl zkoušen podvozek s novým uspořádáním a použitím příďového kola bez dřívější záďové ostruhy. Hlavní podvozek byl posunut dozadu a do přední části trupu bylo instalováno příďové kolo.

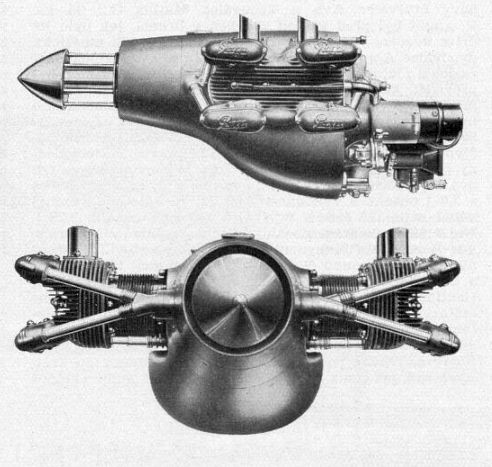
Letecký motor Praga D (1946)

## Použití
Hned při svém prvním nasazení letoun dosáhl vítězství, v letu státy Malé dohody Československem, Rumunskem a Jugoslávií v kategorii I.A s převahou zvítězilo nové letadlo Praga E 117. Posádka Krč-Stehlík z Moravskoslezského aeroklubu dosáhla rychlosti 190,74 km/h.

## Specifikace
Údaje pro předválečný-poválečný letoun E-117 dle

### Technické údaje
- Osádka: 2 (instruktor a žák)
- Rozpětí: 10,80 m
- Délka: 6,8 m
- Výška:  2,4 m
- Nosná plocha: 13,5 m2
- Plošné zatížení: 47,6 kg/m2
- Hmotnost prázdného stroje: 380–410 kg
- Vzletová hmotnost: 645 kg
- Pohonná jednotka: 1 × vzduchem chlazený čtyřválcový plochý motor Praga D
- Výkon pohonné jednotky: 60 k-75 k (44-55 kW)
- Vrtule: dvoulistá dřevěná

### Výkony
- Maximální rychlost: 200-215 km/h
- Cestovní rychlost: 175-185 km/h
- Přistávací rychlost: 65 km/h
- Dolet: 500-600 km
- Vytrvalost: 3,6 h
- Praktický dostup: 3 500-4 200 m
- Stoupavost: 7,3-7,6 min. na 1000 m